# 龍的天空
《龍的天空》，是香港電視廣播有限公司時裝電視劇，由李司棋、吳鎮宇、林文龍及黎姿領銜主演。監製王心慰。
此劇曾於1998年在翡翠台重播，及至2012年8月至10月在無綫電視屬下星河頻道再度重播。
22年後，王心慰監製了與該劇內容相近的《巨輪》。

## 演員表

### 楊家
| 演員   | 角色   | 關係/暱稱 |
| 陳振華 | 楊樹根 | 簡慧中之夫 周禮嫻之夫（移居香港前） 楊過海、楊文海之父                                                                |
| 黃愷欣 | 簡慧中 | 楊樹根之妻 楊文海之母 馮寶珊之契姐 於第36集因楊過海見死不救而被火燒死                                                 |
| 吳鎮宇 | 楊過海 | 過仔、阿過、大佬過 楊樹根及周禮嫻之子 楊文海同父異母之兄 卓雅媛之女友，後妻子 於第40集錯手殺死卓雅媛 童年由許英麒飾演 |
| 林文龍 | 楊文海 | 文仔 楊樹根及簡慧中之子 楊過海同父異母之兄 紀南之好友                                                                 |
| 顧美華 | 馮寶珊 | 姑姑（楊文海專稱） 簡慧中之契妹 與楊樹根不和，最後和好 紀路之上司兼好友 劉景輝之女友                                  |
| 梁葆貞 | 六姑婆 | |

### 周家
| 演員   | 角色   | 關係/暱稱                                                           |
| 李司棋 | 周禮嫻 | 大媽（楊文海專稱） 契媽（戴躍進、阮俐專稱） 楊樹根之前妻 楊過海之母 |
| 陳 敬  | 周禮賢 | 周禮嫻之弟 楊過海之舅父                                             |
| 吳鎮宇 | 楊過海 | 過仔、阿過、大佬過 參見楊家                                         |

### 紀家
| 演員   | 角色   | 關係/暱稱                                                                                           |
| 劉 江  | 紀振泉 | 羅美娥之前夫 紀南及紀路之親父 於第38集失足摔死                                                      |
| 邵美琪 | 紀 路  | 紀振泉及羅美娥之女 紀南之妹 卓雅媛同母異父之姊兼情敵 楊文海之女友 汪大洋之暗戀對象 童年由趙海怡飾演 |

### 卓家
| 演員   | 角色   | 關係/暱稱                                                                     |
| 郭德信 | 卓 基  | 羅美娥之夫                                                                    |
| 盧宛茵 | 羅美娥 | 卓基之妻 紀振泉之前妻 紀南、紀路及卓雅媛之母                                  |
| 李中寧 | 紀 南  | 紀振泉之子 紀路之兄 卓雅媛同母異父之兄 楊文海之好友                           |
| 黎 姿  | 卓雅媛 | 卓基及羅美娥之女 楊過海之男友，後妻子 楊文海之前男友 於第40集被楊過海錯手殺害 |

### 阮家
| 演員   | 角色  | 關係/暱稱                       |
| 何璧堅 | 阮 鳴 | 阮新及阮俐之父                  |
| 李文彪 | 阮 新 | 阮俐之兄                        |
| 鍾淑慧 | 阮 俐 | 阮新之妹 楊過海之未婚妻，後分手 |
| 胡耀鋒 | 星 仔 | 阮俐之子                        |

### 其他重要角色
| 演員   | 角色   | 關係/暱稱                                    |
| 羅君左 | 戴躍進 |                                              |
| 蔡國權 | 汪大洋 | 暗戀紀路 楊文海之好友兼情敵 於第39集返回台灣 |
| 戴志偉 | 沈建國 |                                              |
| 王 偉  | 劉景輝 | 馮寶珊之男友                                 |
| 曾近榮 | 七 叔  |                                              |

### 其他演員
- 駿　雄 飾 坤　記
- 侯蔚雲 飾 沈顧芳
- 古巨基 飾 Raymond
- 黃建峰 飾 John
- 莫燕嫦 飾 Judy
- 區　嶽 飾 教授甲
- 黃思恩 飾 陸主管
- 徐寶麟 飾 高　強
- 吳華山 飾 祥
- 王偉樑 飾 Raymond
- 蔡　雲 飾 姬主任
- 談泉慶 飾 許世傑（馮寶珊之亡夫）
- 黃文標 飾 永
- 鄧汝超 飾 春
- 蕭山仁 飾 鍾　叔
- 林家棟 飾 Tony
- 凌　漢 飾 福　伯
- 郭卓樺 飾 汽車經紀
- 譚淑梅 飾 陶瓷老板
- 陳梅馨 飾 Emily
- 羅雪玲 飾 騰雞玲
- 劉鳳娟 飾 玲
- 顏菁葦 飾 May
- 李煌生 飾 基伙計/同事甲
- 曹　濟 飾 根司機
- 駿　雄 飾 貴利坤
- 梅　蘭 飾 娥雀友
- 劉桂芳 飾 娥雀友
- 溫雙燕 飾 娥雀友/師奶甲
- 李漢城 飾 基伙計
- 梁美鳳 飾 舞　女
- 黎秀英 飾 公寓大嬸/公寓老板娘
- 周　忻 飾 太保甲
- 張北雲 飾 太保乙
- 鄭　雷 飾 明　叔
- 傅翠芬 飾 接待員
- 陳詩屏 飾 職員甲
- 陳　蕊 飾 職員乙
- 賴榮顯 飾 醫　生
- 黃飛烈 飾 跛　佬
- 歐陽莎菲 飾 好　姐
- 飾 東　叔
- 陳勉良 飾 恆　叔
- 林嘉麗 飾 秘　書
- 王惠芬 飾 接侍員
- 賴榮顯 飾 醫　生
- 麥潔珠 飾 鳳　姐
- 何文進 飾 嫖　客
- 何　添 飾 燒臘檔老板
- 徐新義 飾 福　伯
- 應善然 飾 Dick
- 陳妹妹 飾 喜　姐
- 鄭毅邦 飾 酒店經理
- 譚椒梅 飾 酒店接待
- 薛　峻 飾 大　廚
- 曾健明 飾 大　廚
- 黃瑋琳 飾 男選手
- 江　寧 飾 代表甲/幹　部
- 田永加 飾 代表乙
- 黃成想 飾 代表丙/幹　部
- 李蕙心 飾 旅行社職員
- 李明珠 飾 酒店職員
- 羅永賢 飾 侍　應
- 韓　莉 飾 侄女丙
- 司徒波比 飾 路　人
- 江浩祥 飾 馬仔甲
- 游　飈 飾 公　安
- 劉煒全 飾 公　安/同事乙/職　員
- 陳廣南 飾 公　安
- 孫季卿 飾 路人父
- 陳中堅 飾 保　長
- 羅樹琪 飾 村民甲
- 張　熙 飾 村民乙/街　坊
- 陳文妤 飾 村民丙/街　坊
- 鄧繼榮 飾 公　安
- 鄧榮燊 飾 退休法官
- 陳景彪 飾 律　師
- 朱孝儀 飾 馬仔乙
- 譚一清 飾 裁判長
- 呂劍光 飾 法　官
- 馬海倫 飾 許　姐
- 吳瑞庭 飾 飛
- 黃宗賜 飾 游
- 黃德斌 飾 犯人丙/鬍鬚丙
- 招偉華 飾 犯人甲/囚犯乙
- 鄭君寧 飾 犯人乙/囚犯甲
- 梁建平 飾 主任幹部
- 陳燕航 飾 輝秘書
- 麥嘉倫 飾 同事甲/職　員
- 李衛民 飾 同事丙/職　員
- 朱承彩 飾 芳
- 馮敏清 飾 May
- 千　秋 飾 過秘書/路秘書
- 祝文君 飾 秘　書
- 計祥龍 飾 爛　仔
- 溫德強 飾 爛　仔
- 楊漢雄 飾 警　衛
- 黃　雄 飾 日本代表
- 羅　鴻 飾 經　理
- 許實賢 飾 過司機
- 譚兆明 飾 CID
- 姜為南 飾 CID
- 鄧煜榮 飾 經　理
- 凌禮文 飾 忠　叔
- 容嘉勵 飾 Wendy
- 戴少民 飾 職　員
- 許志佳 飾 職　員
- 梁俊傑 飾 小　李
- 向　壘 飾 幹　部
- 朱承彩 飾 劉太
- 曾耀明 飾 偉
- 方　強 飾 商人葉
- 馬健聰 飾 會計師

## 電視節目的變遷
| 英屬香港 無綫電視翡翠台第二線劇集 星期一至五 20:50-21:50 | 英屬香港 無綫電視翡翠台第二線劇集 星期一至五 20:50-21:50 | 英屬香港 無綫電視翡翠台第二線劇集 星期一至五 20:50-21:50 |
| -------------------------------------------------------- | -------------------------------------------------------- | -------------------------------------------------------- |
|                                                          | 龍的天空 （1992年1月13日 - 1992年3月6日）                |                                                          |
| 月兒彎彎照九州 （1991年12月10日 - 1992年1月10日）        | 92鍾無艷 （1992年3月9日 - 1992年4月3日）                 |                                                          |